# کوواچینک
کوواچینک (به لهستانی:  Kołacinek) یک روستا در لهستان است که در گمینا دموشن واقع شده‌است.